# Адамс, Аким
Аким Илия Адамс (13 апреля 1991, Пойнт-Фортин — 30 декабря 2013, Будапешт) — тринидадский футболист, который играл на позиции защитника.

## Клубная карьера

### Ранняя карьера
Провёл свою раннюю карьеру в Тринидаде и Тобаго с «Дабл-Ю Коннекшн», T&TEC, «Юнайтед Петротрин» и «Сентрал».
Адамс был на просмотре в «Сиэтл Саундерс» из MLS и 12 октября 2010 года в Сиэтле сыграл второй тайм международного товарищеского матча против «Гвадалахары».

### «Ференцварош», болезнь и смерть
В 2013 году Адамс подписал контракт с венгерским клубом «Ференцварош».
25 сентября 2013 года Адамс перенёс сердечный приступ. Его состояние долго не улучшалось, и 8 октября пришлось ампутировать его левую ногу, чтобы спасти жизнь. Его врач заявил, что организм футболиста не был готов к пересадке сердца, которая была ему необходима, чтобы выжить. 28 декабря 2013 года в клинике сердца «Варошмайори» Адамс перенёс инсульт и впал в кому. Он умер в Будапеште 30 декабря 2013 года.

## Карьера в сборной
Адамс играл на международной арене ещё с юношеской сборной Тринидада и Тобаго, участвовал в чемпионате мира 2007 года и был частью молодёжной сборной на мундиале 2009 года. Адамс дебютировал в основной сборной в марте 2008 года в возрасте 16 лет, его команда одержала победу с минимальным счётом над Сальвадором.

## Личная жизнь
Его брат Акини Адамс также футболист, играет на позиции вратаря за «Пойнт-Фортин Сивик».